# Pumas Morelos
Pumas Morelos ist ein ehemaliger mexikanischer Fußballverein mit Sitz in Cuernavaca, der Hauptstadt des Bundesstaates Morelos. Er war von 2006/07 bis 2012/13 das in der zweiten Liga spielende Filialteam der UNAM Pumas. Diese Rolle wird heute von den Pumas Tabasco wahrgenommen.

## Geschichte
Die Pumas Morelos entstanden im Juni 2006, als die zweite Mannschaft der Delfines de Coatzacoalcos am Saisonende 2005/06 den Aufstieg aus der Segunda División schaffte und ihren Sitz nach Cuernavaca verlegte und sich entsprechend umbenannte, um eine Startberechtigung für die Primera División 'A' zu erhalten.
Der Verein spielte seit der Saison 2006/07 in der zweiten Liga Mexikos, die bis zur Saison 2008/09 als Primera División 'A' bezeichnet wurde und ab der Saison 2009/10 den Namen Liga de Ascenso trug.